# Oshwe
Oshwe è una città e un territorio della Provincia di Mai-Ndombe, nella Repubblica Democratica del Congo.
È attraversata dal fiume Lukenie ed è dotata di un piccolo aeroporto (codice FZBD).